# مینورو ایزوکا
مینورو ایزوکا (انگلیسی: Minoru Iizuka؛ زادهٔ ۶ فوریهٔ ۱۹۳۳) کشتی‌گیر اهل ژاپن بود.